# Бад-Зеккинген
Бад-Зеккинген (нем. Bad Säckingen), в литературе встречаются название Зекинген — город в Южной Германии, вюртембергский курорт, расположен в земле Баден-Вюртемберг, в Южном Шварцвальде. 
Подчинён административному округу Фрайбург. Входит в состав района Вальдсхут.  Население составляет 16 765 человек (на 31 декабря 2010 года). Занимает площадь 25,34 км². Официальный код  —  08 3 37 096.

## История
Первые упоминания о поселении, в этой стране (крае), датируются III веком и связаны с племенем алеманнов, а история появления города якобы восходит к началу VI века, когда Фридолин, позже святой католической церкви, основал монастырь, в период Каролингов, позднее Сакингенское аббатство. Но немецкие археологи проводя исследования и раскопки определили, что поселение на этом месте существовало ранее, при императоре Диоклетиане, его называли Oppidum Sanctio. Около 1200 года большая часть города была уничтожена огромным пожаром. После этого в центре города началось строительство готического собора под названием сабор Фридолина (Фридолинсмюнстер).
В 1678 году город был захвачен войсками под командованием маршала Франсуа де Креки во время Голландской войны и серьёзно повреждён французскими солдатами.
В 1978 году Зеккинген получил звание курорта и приставку Бад к названию.
В городе находится самый длинный крытый деревянный мост Европы (206,5 метров), который соединяет Бад-Зеккинген с швейцарским Штейном. Первое упоминание деревянного моста в летописи датируется 1272 годом.

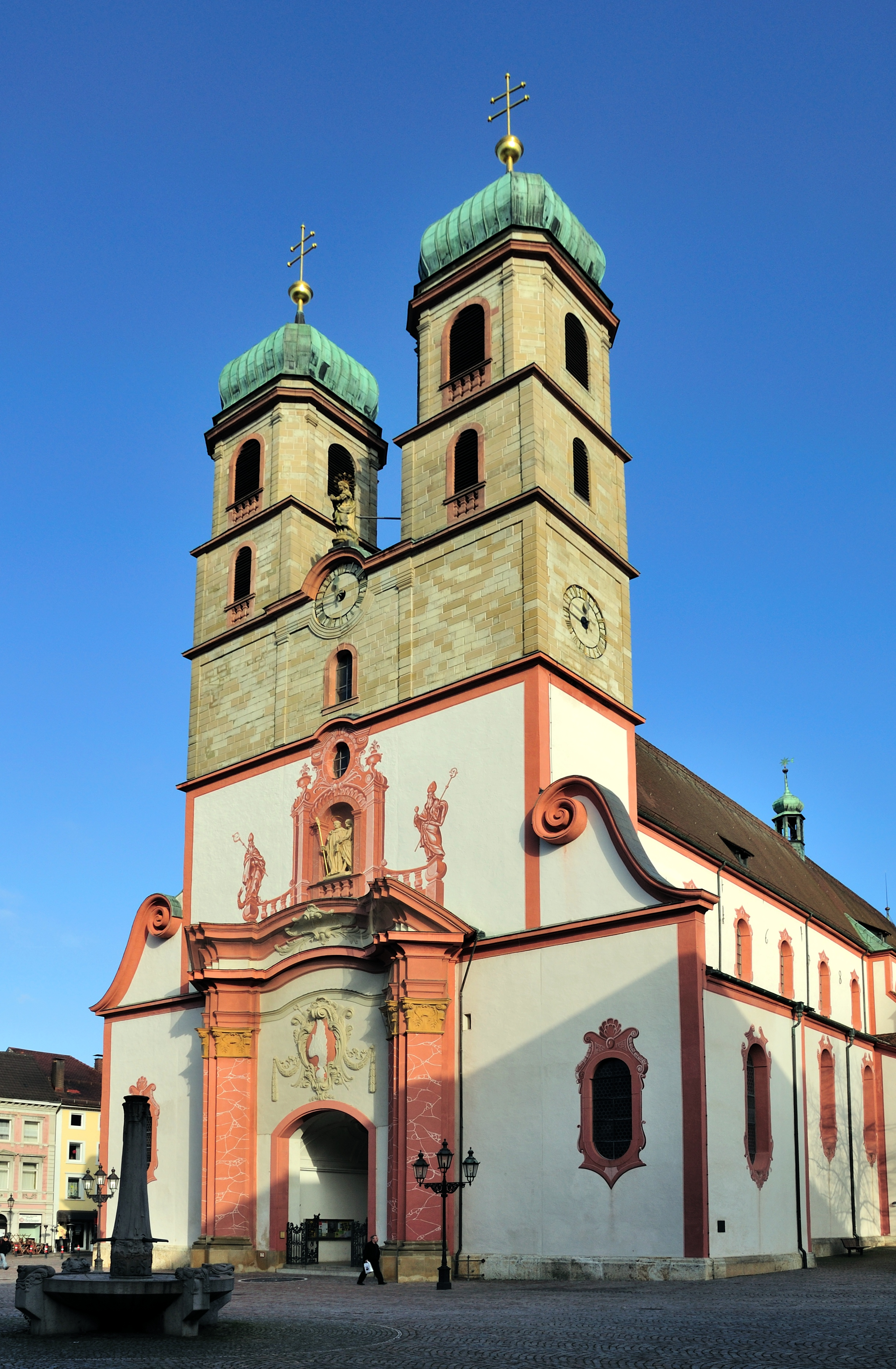
Собор Фридолина (Фридолинсмюнстер), 2008 год.
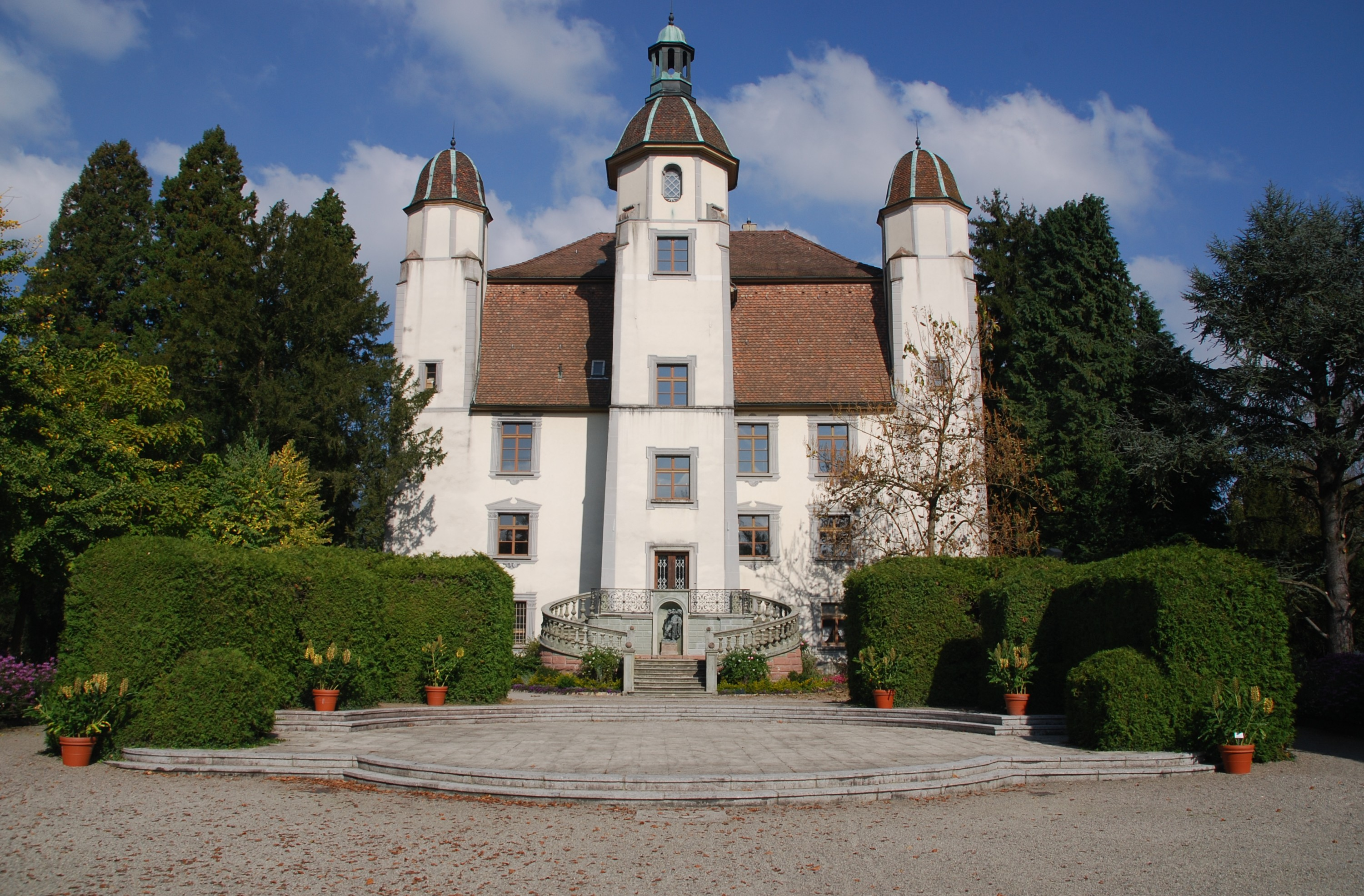
Замок Шенау, 2007 год.
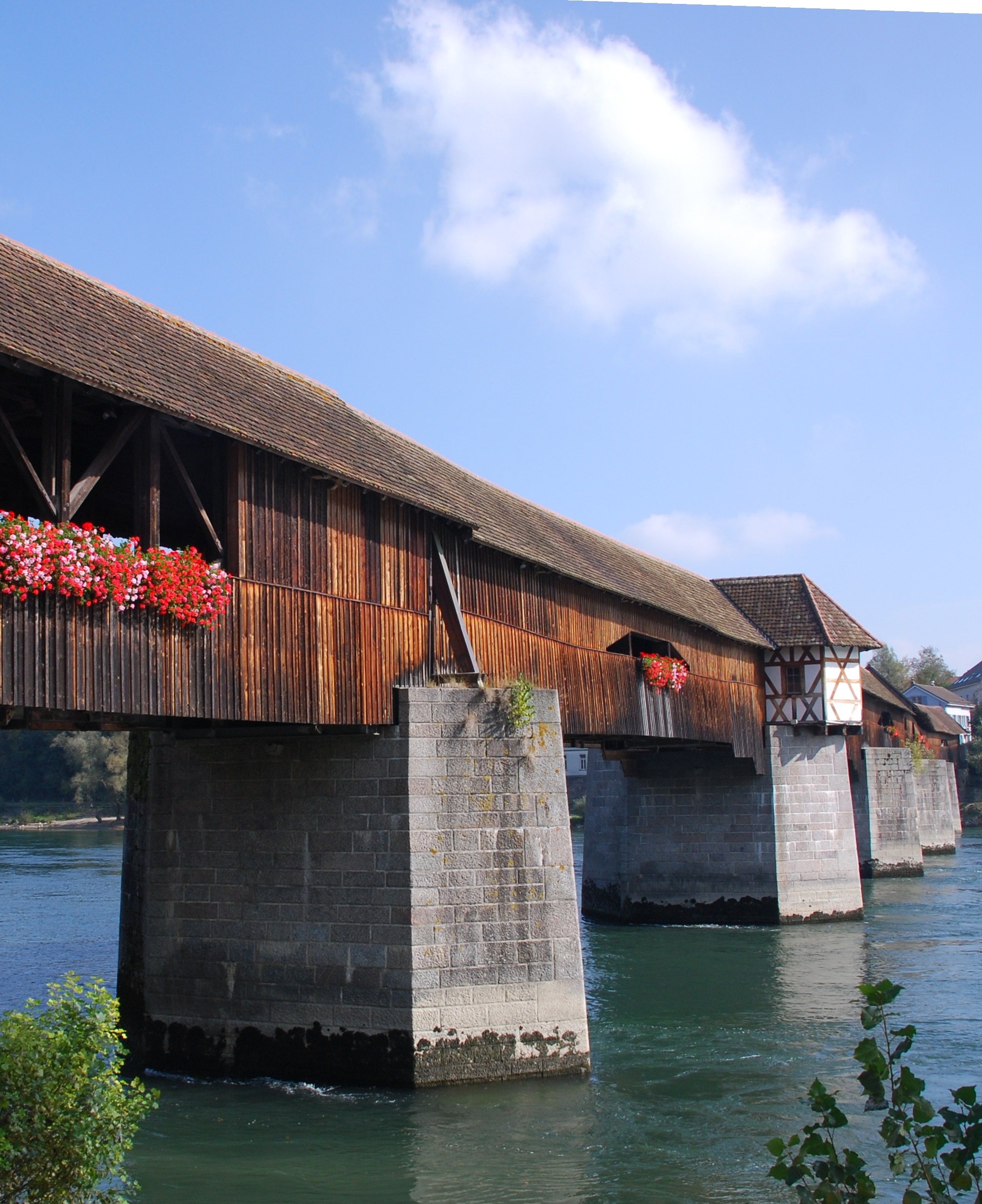
Деревянный крытый мост через Рейн, 2007 год.